# 蛍茶屋停留場
蛍茶屋停留場（ほたるぢゃやていりゅうじょう、蛍茶屋電停）は、長崎県長崎市中川一丁目にある長崎電気軌道蛍茶屋支線の停留場である。駅番号は43。
蛍茶屋支線の終点で、2号・3号・4号・5号各系統の起終点である。蛍茶屋には車庫（蛍茶屋車庫）と営業所が置かれていて、路面電車の運行上の拠点となっている。

## 歴史
蛍茶屋停留場は1934年（昭和9年）12月、馬町 - 蛍茶屋間の開通と同日に開業した。開業より支線の終点である。「蛍茶屋」という名前は、中島川の上流域である当地に茶屋が置かれていたことに由来する。1937年（昭和12年）には車庫、1940年（昭和15年）には営業所が完成した。

### 年表
- 1934年（昭和9年）12月20日：開業[3]。
- 1937年（昭和12年）3月4日：蛍茶屋車庫が完成[9]。
- 1940年（昭和15年）5月31日：蛍茶屋営業所が完成[8]。
- 1971年（昭和46年）7月21日：車庫機能の大半を西町車庫へ移転[6][7]。
- 1985年（昭和60年）2月14日：蛍茶屋営業所ビル（NEビル）の新築起工式を実施。8月7日に完成[10]。
- 1986年（昭和61年）12月11日：蛍茶屋駐車場・テナントビル（NEビル2）が完成。駐車場の営業を開始[10]。
- 2005年（平成17年）9月25日：営業所での定期券取り扱いを開始[11]。

## 構造

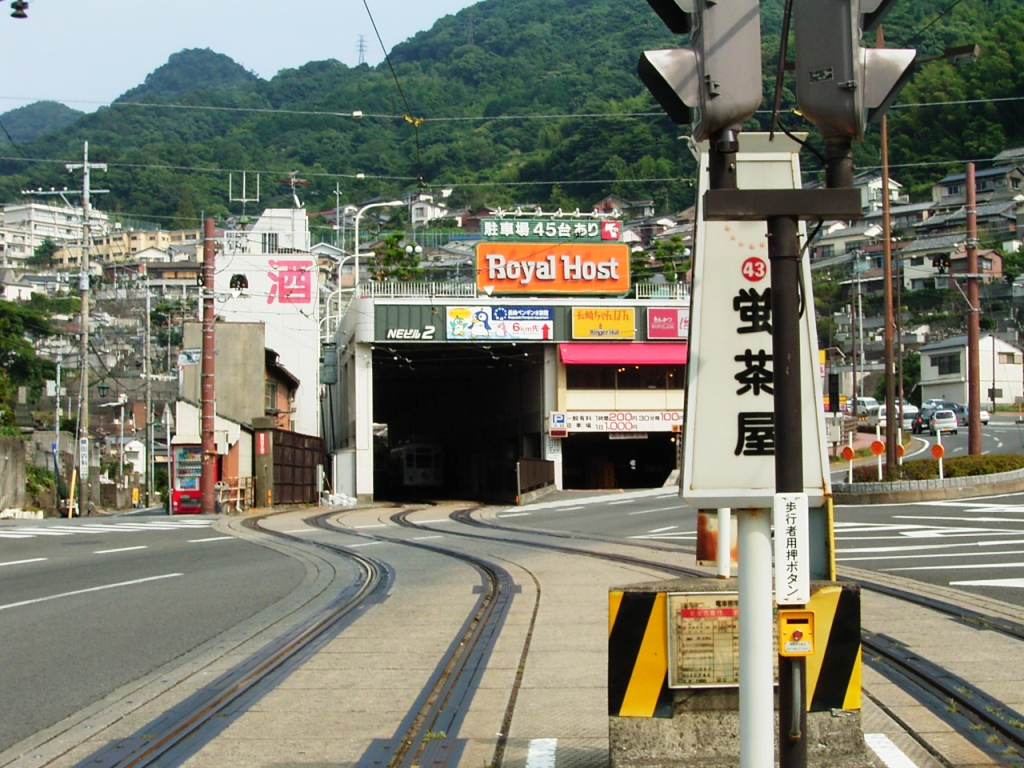
ホームより蛍茶屋車庫を望む

蛍茶屋停留場は併用軌道区間にある停留場で、ホームは道路（新長崎街道）上に設けられる。ホームは1面で、複線の線路の間に設けられた島式ホーム。路線の起点から見て左側が1号線、右側が2号線である。
蛍茶屋車庫は停留場の先にあり、2本の線路はそのまま伸びて新長崎街道と別れ、専用軌道となって車庫へ入線する。以前は車庫に向かって直進していたが、道路の拡幅により軌道が移設されたため、S字にゆるくカーブを描いて車庫へとつながっている。いっぽう停留場の手前、新中川町寄りにはシーサスクロッシングがある。
営業所は停留場前にあるビル（NEビル）の2階に入居していて、配車室を構える。

### 蛍茶屋車庫
蛍茶屋車庫は長崎電軌の車両基地の一つ。蛍茶屋停留場の先にあり、側線（留置線）を2本備える。車庫の上には長崎電軌が所有しファミリーレストランと駐車場が入居するビル（NEビル2）が建っている。
車庫が完成したのは1937年3月。茂里町から設備の大半が移され、当初は側線7本・ピット5本を備え車両工場も有していた。戦災による被害も少なく、戦後は蛍茶屋で車両の復旧が行われている。1971年には側線2本を新設、この2本の側線を残して車庫機能は西町車庫へ移された。車両工場もこのとき移転、テナントビルと駐車場はその跡地に建てられている。ビルは1986年の完成で、それ以前はゴルフ練習場が営業していた。

## 利用状況
長崎電軌の調査によると1日の乗降客数は以下の通り。
- 1998年 - 3,823人[2]
- 2015年 - 3,100人[20]

## 周辺
- 一の瀬口（長崎市指定史跡） - 旧長崎街道の一部であり、車庫の裏手にある。中島川も参照。
- ロイヤルホスト蛍茶屋店
- 聖母の騎士幼稚園
- 聖母の騎士高等学校
- 長崎県立鳴滝高等学校
- 放射線影響研究所長崎研究所

## 隣の停留場
長崎電気軌道
蛍茶屋支線
新中川町停留場 (41) - 蛍茶屋停留場 (43)